# 木村亘り
木村 亘り（きむら わたり、番付では木村亘理とも表記）は、大相撲の行司の名跡の一つ。江戸期から明治期にかけて3人が名乗ったが、1898年以降襲名されておらず事実上途絶えている。襲名の経緯が不明瞭なことや名跡の格などを考慮しても、今後誰かが襲名する可能性は極めて低いものと思われる。
- 初代は詳細不明。
- 2代　後の9代木村庄太郎。最高位は3人目。襲名期間は天保12年7月～弘化2年11月。
- 3代　後の12代木村庄太郎。最高位は4人目。襲名期間は明治18年1月～明治31年1月。